# Hydraschema obliquevittata
Hydraschema obliquevittata är en skalbaggsart som först beskrevs av Lane 1966.  Hydraschema obliquevittata ingår i släktet Hydraschema och familjen långhorningar. Inga underarter finns listade i Catalogue of Life.